# Adrie van der Poel
Pour les articles homonymes, voir van der Poel et Poulidor.
Adrianus Aloysius Jacobus van der Poel, dit Adrie van der Poel, né le 17 juin 1959 à Hoogerheide, est un coureur cycliste néerlandais. 
Professionnel de 1981 à 2000, il totalise plus de 100 victoires, dont le Tour des Flandres 1986, Créteil-Chaville 1987, Liège-Bastogne-Liège 1988 et l'Amstel Gold Race 1990. Il est champion du monde de cyclo-cross en 1996 et six fois champion des Pays-Bas de la discipline en 1989, 1990, 1991, 1992, 1995 et 1999. Il est champion des Pays-Bas sur route en 1987. Il participe également à des compétitions de VTT, terminant notamment 4e de la manche de Houffalize, lors de la Coupe du monde 1994.
Il est le gendre de Raymond Poulidor. Ses deux fils sont également coureurs professionnels : David a notamment été champion des Pays-Bas de cyclo-cross espoirs, tandis que Mathieu est septuple champion du monde de cyclo-cross, champion du monde sur route en 2023, de gravel en 2024, et obtient également des résultats en VTT. Son frère Jacques fut aussi professionnel entre 1986 et 1992.
Il était membre du club RSC De Zuidwest-Hoek-Bergen-op-Zoom.

## Biographie

### Carrière sur route

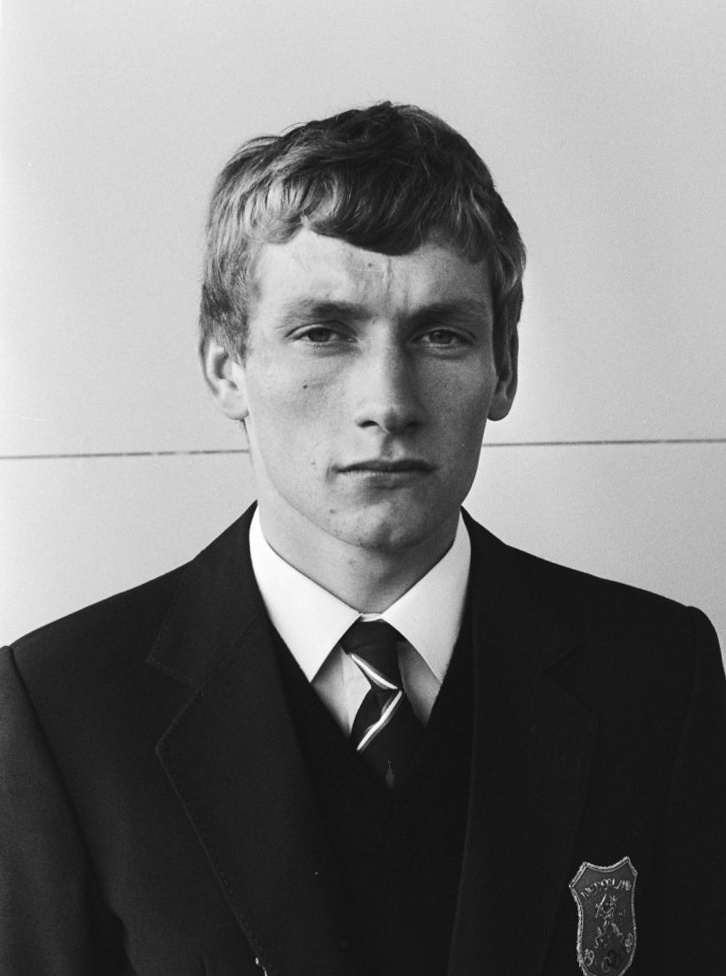
Adrie van der Poel en 1980.

Après des résultats prometteurs aux Pays-Bas, Adrie van der Poel est sélectionné en 1980 aux Jeux olympiques de Moscou, où il prend la 7e place de la course en ligne derrière six coureurs de l'Europe de l'Est. En octobre de la même année, il se classe 17e du Grand Prix des Nations à plus de 10 minutes du lauréat Jean-Luc Vandenbroucke.
van der Poel commence sa carrière professionnelle en 1981 au sein de l'équipe DAF Trucks, qui a comme leaders Roger De Vlaeminck et Hennie Kuiper. À 22 ans, il s'illustre d'entrée en terminant onzième du Trofeo Laigueglia et deuxième du Samyn. Sur Paris-Nice, il gagne la troisième étape et prend le maillot jaune. Huit coureurs, dont Stephen Roche, devancent le peloton de neuf minutes sur la ligne d'arrivée. La lutte pour le classement général se déroule ensuite entre Roche et lui. À l'attaque lors du dernier jour, l'Irlandais creuse l'écart à Nice, puis s'impose sur le contre-la-montre final du col d'Èze. van der Poel termine finalement deuxième du général et dans la foulée, il est sixième du Critérium international, de Gand-Wevelgem, puis douzième du Tour des Flandres. Mi-avril, il est deuxième de la Flèche wallonne, devancé au sprint par Daniel Willems. Durant l'été, il gagne la première étape du Critérium du Dauphiné libéré, puis se classe troisième du championnat des Pays-Bas sur route et quatrième du Grand Prix de l'Escaut. 
En 1982, il remporte une nouvelle étape de Paris-Nice. Huitième de l'Amstel Gold Race, il est déclaré une semaine après vainqueur du Championnat de Zurich, profitant de la disqualification pour dopage du vainqueur Eric McKenzie. Il participe ensuite à son premier Tour de France et termine notamment deuxième de la dernière étape sur les Champs-Elysées, devancé au sprint par le maillot jaune Bernard Hinault. En deuxième partie de saison, il est deuxième du Grand Prix du canton d'Argovie et du Grand Prix de Dortmund, ainsi que quatrième du Tour des Pays-Bas.
Lors de la saison 1983, l'équipe est renommée Jacky Aernoudt-Rossin. Il réalise une de ses meilleures saisons, obtenant quatre succès et de nombreuses places d'honneur sur les classiques. Il gagne le prologue du Tour de Luxembourg, le Grand Prix Jef Scherens et le Prix national de clôture. Il est deuxième du Championnat des Flandres, du Trophée Baracchi, de Blois-Chaville, ainsi que troisième du Tour de Lombardie, battu au sprint par Sean Kelly et Greg LeMond. Ultra régulier et très polyvalent, il se classe également quatrième du Grand Prix du Midi libre, de Paris-Bruxelles, de Gand-Wevelgem, ainsi que sixième de Paris-Roubaix et septième de Liège-Bastogne-Liège. Le 4 septembre, il est médaillé d'argent au championnat du monde sur route. Il règle au sprint le groupe de contre qui termine à plus d'une minute du vainqueur Greg LeMond. 
En mars 1984, il termine quatrième de Tirreno-Adriatico, après avoir remporté une étape et le classement par points. Lors du Tour de France, il est maillot jaune pendant une étape, mais abandonne la course après deux semaines. En fin d'année, il est sixième de Paris-Bruxelles et du Tour de Lombardie. Il retrouve son meilleur niveau l'année suivante, où il remporte de nombreuses courses d'un jour, à savoir le Grand Prix de Cannes, la Flèche brabançonne, Binche-Tournai-Binche, le Grand Prix de l'Escaut, la Classique de Saint-Sébastien, le Grand Prix d'Isbergues et Paris-Bruxelles. Il prend part également au Tour de France et aux mondiaux, mais sans obtenir de succès. En octobre, il est sixième de Créteil-Chaville et surtout deuxième du Tour de Lombardie, battu au sprint par Sean Kelly.
Lors de la saison 1986, il confirme son statut d'un des meilleurs coureurs de classiques de sa génération. Il remporte le Tour des Flandres devant Sean Kelly à l'issue d'un sprint à quatre. Il est ensuite deuxième de Liège-Bastogne-Liège (battu par Moreno Argentin) et d'À travers la Belgique, ainsi que troisième de Paris-Roubaix et du Championnat de Zurich. Il figure également dans le top 10 de Milan-San Remo, de Gand-Wevelgem et de l'Amstel Gold Race. En octobre, il gagne le  Prix national de clôture et prend la quatrième place  de Creteil-Chaville. En fin de saison, il est élu cycliste néerlandais de l'année et se classe troisième du Super Prestige Pernod, ainsi que du classement FICP, grâce à sa régularité sur les grandes courses.
En 1987, il signe chez PDM-Ultima-Concorde et décroche 10 succès, comme deux ans plus tôt. Il devient champion des Pays-Bas, remporte notamment une étape du Tour de France, le Grand Prix de Fourmies, Creteil-Chaville, le Prix national de clôture et le Tour du Piémont. Il se classe une nouvelle fois troisième du classement FICP. Il réalise une nouvelle grande saison en 1988, avec comme sommet un succès sur Liège-Bastogne-Liège à l'issue d'un sprint à trois. Il gagne également l'Étoile de Bessèges et le Herald Sun Tour, deux courses par étapes. Lors du Tour de France, il remporte l'étape tracée entre Tarbes et Pau et établit, avec 48,927 km/h, le record de l'étape la plus rapide de l'histoire de la course. Ce record est battu par Johan Bruyneel lors de l'édition de 1993.
Son année 1989, où il court avec l'équipe Domex-Weinmann, est plus décevante. Il gagne une étape du Tour méditerranéen et de Paris-Nice, ainsi que le Grand Prix Raf Jonckheere. Sur les classiques, il est deuxième du Grand Prix E3 et de la Flèche brabançonne. En 1990, à domicile, il remporte lors d'un sprint massif l'Amstel Gold Race, la dernière grande course de sa carrière. Lauréat également du Grand Prix du canton d'Argovie, il termine aussi sur le podium d'À travers la Belgique et du Grand Prix E3.
En 1991, il rejoint la formation Tulip Computers et réalise sa dernière grande saison, avec quatre victoires et de nombreuses places d'honneur, dont une quatrième place sur Paris-Tours. La suite est plus difficile, que cela soit en 1993 chez Mercatone Uno-Medeghini-Zucchini ou en 1994 chez Collstrop, où il doit se contenter de top 10 sur les classiques. Il délaisse ensuite petit à petit sa carrière sur route, pour le cyclo-cross et rejoint l'équipe Rabobank entre 1996 et 2000.

### Carrière en cyclo-cross

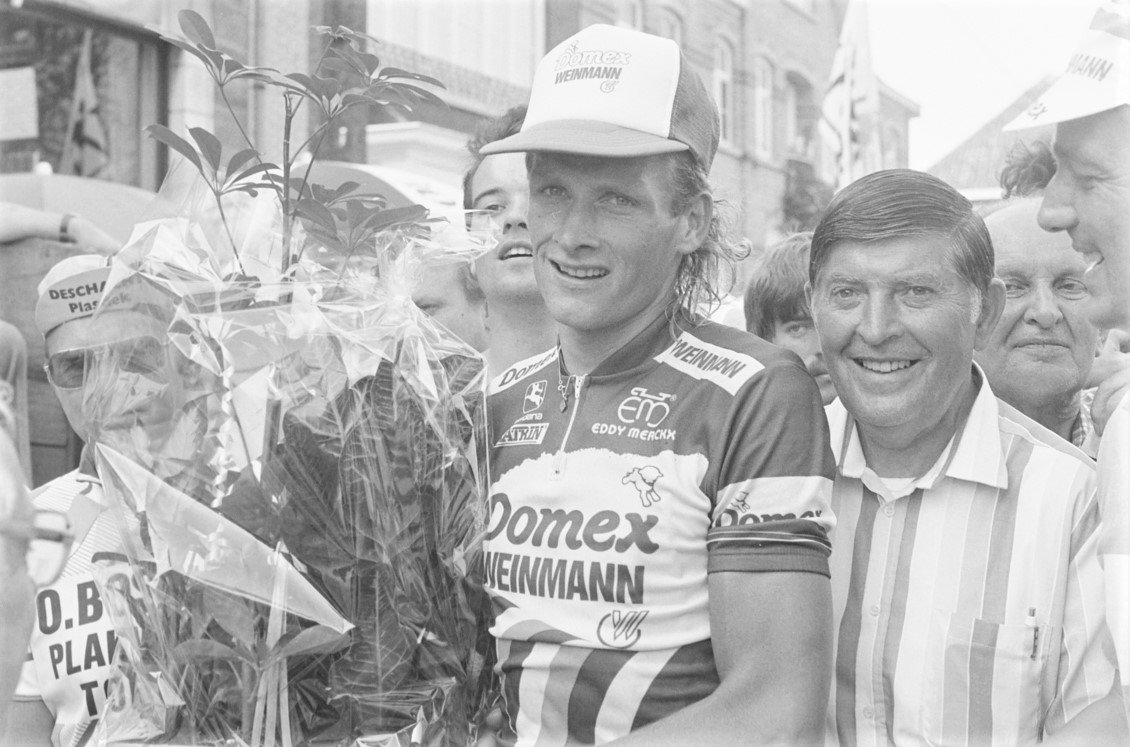
Adrie van der Poel après avoir remporté le Grand Prix Raf Jonckheere à Westrozebeke en 1989.

Pendant des années, van der Poel participe à quelques courses de cyclo-cross pendant l'hiver en préparation pour la saison sur route. Durant près de 15 ans, il est l'un des meilleurs coureurs de cyclo-cross. Entre 1985 et 1991, il est à cinq reprises vice-champion du monde de la spécialité. Il est également quatre fois champion des Pays-Bas d'affilée entre 1989 et 1992, puis à nouveau en 1995 et 1999.
À l'image de son beau-père Raymond Poulidor, il est également surnommé « l'éternel second », car tout comme le Français, il se classait souvent à la deuxième place. En plus de cinq médailles d'argent aux championnats du monde, il a également obtenu la médaille d'argent aux championnats nationaux de cyclo-cross à cinq reprises. 
Aux mondiaux, il a toujours été devancé par un concurrent légèrement plus fort. Sa défaite à Gieten en 1991 reste la plus frustrante. Alors que personne ne semblait capable de l'empêcher de remporter le maillot arc-en-ciel à domicile, il ne parvient pas à distancer le Tchèque Radomír Šimůnek sr. et doit s'incliner au sprint.
Après une autre médaille de bronze en 1993, van der Poel se consacre au cyclo-cross et délaisse le cyclisme sur route. Il est finalement récompensé en remportant le maillot arc-en-ciel en 1996. Après une course restée dans l'histoire pour son suspense, le Néerlandais de 36 ans s'impose dans un sprint à trois à Montreuil, devant les deux italiens Daniele Pontoni et Luca Bramati. Cela donne une nouvelle impulsion à sa carrière. En portant le maillot arc-en-ciel, il remporte quatorze courses l'hiver suivant, ainsi que le classement final de la Coupe du monde et du Superprestige. Après cela, il court quatre saisons supplémentaires au plus haut niveau et est toujours au sommet lorsqu'il arrête sa carrière en 2000 à l'âge de 40 ans.
Le cyclo-cross de Hoogerheide, qu'il a remporté en 1999, porte le nom de « Grand Prix Adrie van der Poel » depuis 2003.

## Dopage
En mai 1983, il est positif à la strychnine après avoir remporté le Grand Prix de Francfort. Il raconte que son beau-père, l'ancien champion cycliste Raymond Poulidor, avait servi pour le déjeuner du dimanche une tourte cuisinée à partir d'un pigeon de course drogué à ce stimulant, expliquant le contrôle positif.
Il est contrôlé positif à l'éphédrine lors de la Semaine sicilienne 1984, affirmant que ce contrôle est dû à un traitement contre le rhume. Il est disqualifié, condamné à une amende et suspendu trois mois,,.
En janvier 2013, le journal néerlandais Volkskrant publie des copies de pages du cahier de Bertus Fok écrit lors du Tour de France 1988. Fok était alors le soigneur de l'équipe PDM-Concorde. Dans ce carnet, il est noté que sept des huit coureurs (dont van der Poel) de l'équipe PDM du Tour de France 1988 utilisaient des substances interdites. Il est détaillé les substances administrées aux coureurs : cortisone, testostérone et dopage sanguin,.

## Palmarès sur route

### Palmarès amateur
- 1978
  - 3e du Ronde van Oud-Vossemeer
- 1979
  - Boekweitronde
  - 4e étape du Tour de Rhénanie-Palatinat
  - 3e du championnat des Pays-Bas sur route amateurs
  - 3e du Tour du Limbourg
- 1980
  - Boekweitronde
  - 2eb étape du Tour du Loir-et-Cher
  - Prologue et 2e étape du Tour de Rhénanie-Palatinat
  - Grand Prix Timmermans (contre-la-montre)
  - Prologue de l'Étoile des Espoirs (contre-la-montre par équipes)
  - 2e de l'Omloop van de Glazen Stad
  - 2e de l'Omloop van de Baronie
  - 3e du Hel van het Mergelland
  - 3e du Ronde van Oud-Vossemeer
  - 7e de la course en ligne aux Jeux olympiques

### Palmarès professionnel
| - 1981 - 3e étape de Paris-Nice - 1re étape du Critérium du Dauphiné libéré - 2e du Samyn - 2e de Paris-Nice - 2e de la Flèche wallonne - 3e du championnat des Pays-Bas sur route - 6e de Gand-Wevelgem - 10e du Rund um den Henninger-Turm - 1982 - 4e étape de Paris-Nice - Championnat de Zurich - 2e du Grand Prix du canton d'Argovie - 2e du Grand Prix Union Dortmund - 8e de l'Amstel Gold Race - 1983 - 3eb étape de Paris-Nice (contre-la-montre par équipes) - Puivelde Koerse - Grand Prix Europa - Prologue du Tour de Luxembourg - Grand Prix Jef Scherens - Prix national de clôture - Médaillé d'argent du championnat du monde sur route - 2e du Championnat des Flandres - 2e de Blois-Chaville - 2e du Trophée Baracchi (avec Hennie Kuiper) - 3e du Grand Prix de Peymeinade - 3e du championnat des Pays-Bas sur route - 3e du Grand Prix de Dortmund - 3e du Tour de Lombardie - 4e de Gand-Wevelgem - 4e du Rund um den Henninger-Turm - 4e du Grand Prix du Midi libre - 4e de Paris-Bruxelles - 5e du Super Prestige Pernod - 6e de Paris-Roubaix - 7e du Circuit Het Volk - 7e de Liège-Bastogne-Liège - 8e de Paris-Nice - 1984 - 4e étape de Tirreno-Adriatico - 4e de Tirreno-Adriatico - 6e de Paris-Bruxelles - 6e du Tour de Lombardie - 1985 - Grand Prix de Cannes - Flèche brabançonne - Binche-Tournai-Binche - 1re et 4e étapes du Tour de Luxembourg - Grand Prix de l'Escaut - Classique de Saint-Sébastien - Grand Prix d'Isbergues - Paris-Bruxelles - 5e étape du Tour d'Irlande - 2e du Tour de Lombardie - 2e du Tour d'Irlande - 3e des Trois Jours de La Panne - 5e du Circuit Het Volk - 6e de Créteil-Chaville - 9e de Paris-Roubaix - 1986 - Tour des Flandres - 7e étape de la Coors Classic - Prix national de clôture - 2e de Liège-Bastogne-Liège - 2e d'À travers la Belgique - 2e du Trofeo Isla de Mallorca - 2e du Critérium des As - 3e de Paris-Roubaix - 3e du Championnat de Zurich - 3e du Super Prestige Pernod - 3e du classement FICP - 4e de Creteil-Chaville - 5e du Rund um den Henninger-Turm - 6e de l'Amstel Gold Race - 7e de Milan-San Remo - 10e de Gand-Wevelgem | - 1987 - Champion des Pays-Bas sur route - 1re et 2e étapes du Tour de Suède - 9e étape du Tour de France - Grand Prix du canton d'Argovie - Course des raisins - Grand Prix de Fourmies - Creteil-Chaville - Prix national de clôture - Tour du Piémont - 3e du Tour des Pays-Bas - 3e du classement FICP - 5e du Tour d'Irlande - 8e du Tour des Flandres - 9e de l'Amstel Gold Race - 9e de la Classique de Saint-Sébastien - 1988 - 5e étape du Tour d'Andalousie - Étoile de Bessèges : - Classement général - 2e étape - Liège-Bastogne-Liège - 16e étape du Tour de France - Herald Sun Tour : - Classement général - 7eb étape - 2e du championnat des Pays-Bas sur route - 3e du Tour des Flandres - 3e du Grand Prix d'ouverture La Marseillaise - 4e du classement FICP - 7e de Milan-San Remo - 1989 - 5e étape du Tour méditerranéen - 6e étape de Paris-Nice - Grand Prix Raf Jonckheere - 2e du Grand Prix E3 - 2e de la Flèche brabançonne - 2e des Trois villes sœurs - 10e de l'Amstel Gold Race - 1990 - Amstel Gold Race - Grand Prix du canton d'Argovie - 2e d'À travers la Belgique - 2e du Circuit Mandel-Lys-Escaut - 2e du Grand Prix de Bessèges - 3e du Grand Prix E3 - 5e de Paris-Bruxelles - 8e de Paris-Roubaix - 10e de la Finale de la Coupe du monde (contre-la-montre) - 1991 - New Jersey Classic - Circuit de Getxo - 5e étape du Tour de Grande-Bretagne - 4e étape du Tour des Pays-Bas - 2e du Grand Prix Wieler Revue - 2e de Saragosse-Sabiñánigo - 3e du Tour d'Andalousie - 3e du Tour de Luxembourg - 4e de Paris-Tours - 8e du Grand Prix des Amériques - 8e de la Coupe du monde - 1992 - 2e du Tour de Grande-Bretagne - 3e du Tour de Zélande centrale - 1993 - 5e de Paris-Roubaix - 5e de Paris-Tours - 6e de l'Amstel Gold Race - 9e de la Coupe du monde - 1994 - 3e de la Course des raisins - 3e du Grand Prix Raymond Impanis - 5e de Paris-Tours - 1999 - Grand Prix Marcel Kint |

### Résultats sur les grands tours

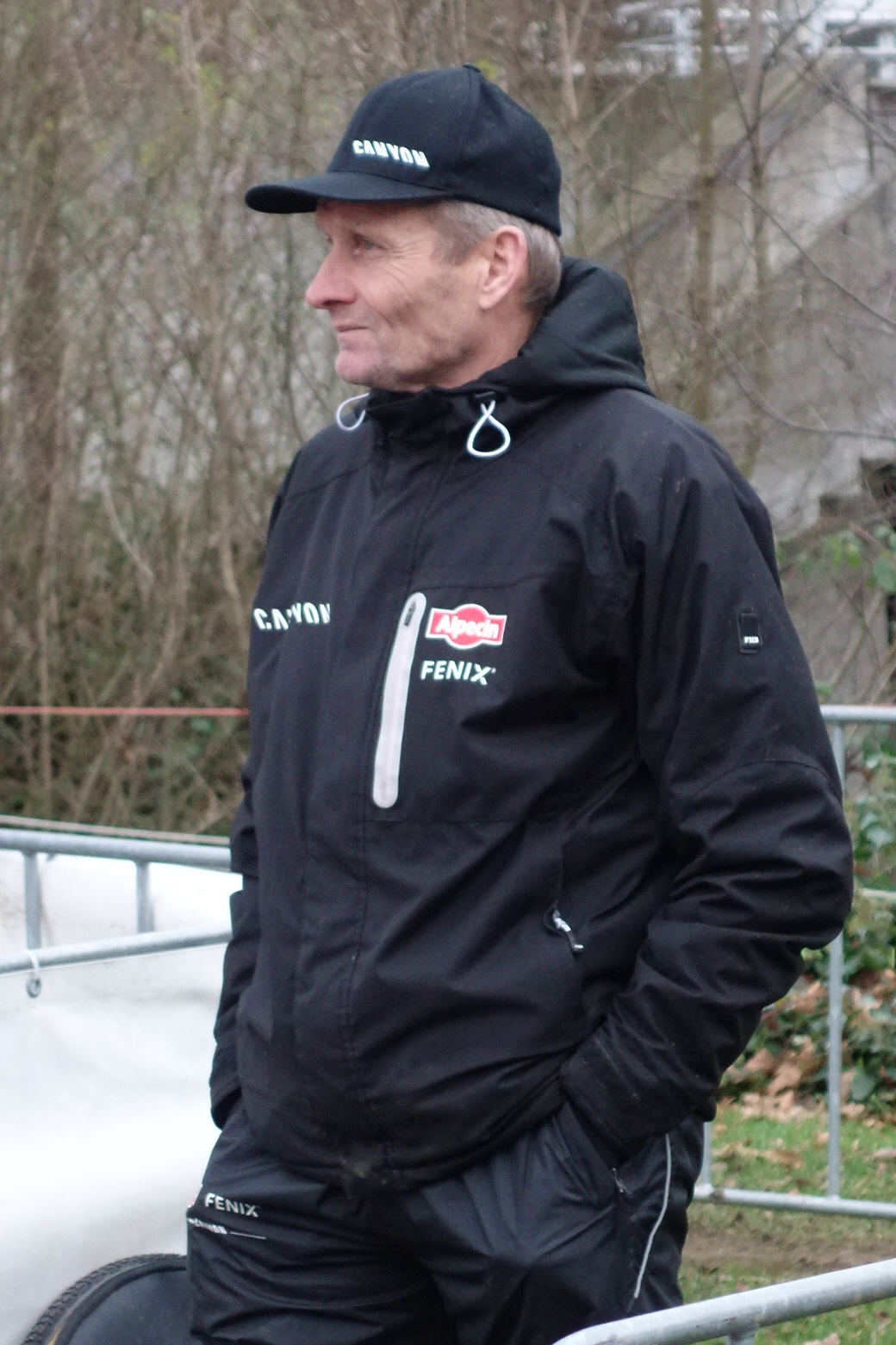
Lors du Brussels Universities Cyclocross 2020.

#### Tour de France
10 participations
- 1982 : 102e
- 1983 : 37e
- 1984 : abandon (14e étape),  maillot jaune pendant un jour
- 1985 : 51e
- 1986 : 110e
- 1987 : 105e, vainqueur de la 9e étape
- 1988 : 84e, vainqueur de la 16e étape
- 1989 : abandon (10e étape)
- 1990 : 111e
- 1992 : abandon (13e étape)

#### Tour d'Italie
1 participation
- 1993 : 100e

#### Tour d'Espagne
1 participation
- 1991 : 71e

## Palmarès en cyclo-cross
| Épreuve / Édition                   | 1983/1984 | 1984/1985 | 1985/1986 | 1986/1987 | 1987/1988 | 1988/1989 | 1989/1990 | 1990/1991 | 1991/1992 | 1992/1993 | 1993/1994 | 1994/1995 | 1995/1996 | 1996/1997 | 1997/1998 | 1998/1999 | 1999/2000 |
| Championnat du monde                |           | 2e        |           |           | 2e        | 2e        | 2e        | 2e        | 3e        | 5e        | 5e        | 4e        | 1er       | 4e        | 25e       | 3e        | 4e        |
| Coupe du monde (manches remportées) |           |           |           |           |           |           |           |           |           |           |           |           |           | 1er (2)   | 2e        | 4e (1)    | 4e        |
| Superprestige (manches remportées)  | (1)       |           |           |           |           |           |           | (1)       |           | 6e (1)    |           | 3e (2)    | 3e (1)    | 1er (4)   | 2e (2)    | 3e (1)    | 3e        |
| Trophée GvA (manches remportées)    |           |           |           |           |           |           |           |           |           | (1)       |           |           |           | (3)       | (2)       |           |           |
| Championnat des Pays-Bas            | 2e        | 2e        | 3e        | 3e        |           | 1er       | 1er       | 1er       | 1er       | 2e        | 4e        | 1er       | 3e        | 3e        | 2e        | 1er       | 2e        |

## Distinctions
- Cycliste espoirs néerlandais de l'année : 1980
- Cycliste néerlandais de l'année : 1986
- Club 48 Bokaal : 1997